# 伞型品牌
伞型品牌是指企業使用一个品牌名称销售两种或两种以上不同产品的营销行为。而不同產品的市場定位都可能不一樣。例如飛利浦生產的電動剃鬚刀和燈泡都使用飛利浦這一品牌。